# 比嘉豊光
比嘉 豊光（ひが とよみつ、1950年(昭和25年) - ）は、写真家。沖縄県読谷村楚辺生まれ。

## 人物
1975年、琉球大学美術工芸科卒業 。
1990年代、沖縄の島々の祭祀世界を写真に残す第一人者である比嘉康雄の手伝い助手として宮古を訪れ、1997年～2001年にかけて宮古島西原集落の祭祀を取材し撮影した作品、『光るナナムイの神々』を風土社（東京都）より出版。2004年、琉球大学写真クラブ在籍時に沖縄の現状を記録しようと試み撮影した写真を集め、写真集『赤いゴーヤー』を出版。その他、浦添市教育委員会の発掘現場や那覇市真嘉比地区の発掘現場作業風景を撮影した『フォトドキュメント 骨の戦世』(2010年、岩波書店：東京）などの作品がある。
2013年6月23日には、読谷村の軍用地主でもある比嘉の軍用地料の資金を元に雑誌『N27』を新星出版株式会社より創刊。書き手の7割が公務員・公務員OB/OGである同誌において、豊見山和美（筆名：神谷三島、沖縄県公文書館職員）とともに編集の中心になる。
趣味は酒とスロットマシン。